# Дундас, Тасманія
Дандас, Дундас, Тасманія — історичне місце видобутку корисних копалин, родовище корисних копалин і залізницею на західних передгір'ях хребта Західного узбережжя в Західній Тасманії. Зараз це частина місцевості Зіхан.

## Місцезнаходження
Родовище розташоване за 5 кілометрів на схід від міста Зіхан і майже за 10 кілометрів на захід від містечка Маунт-Рід.
Місце було горбистим і густим лісом, що робило це місце небезпечним у разі лісових пожеж.
Розташування поблизу гори Рід, також схильне до сильних дощів і холодної погоди.
Поштове відділення Mount Dundas було відкрито 22 листопада 1890 року, перейменовано в Dundas у 1892 році та закрито в 1930 році.

## Шахти і корисні копалини

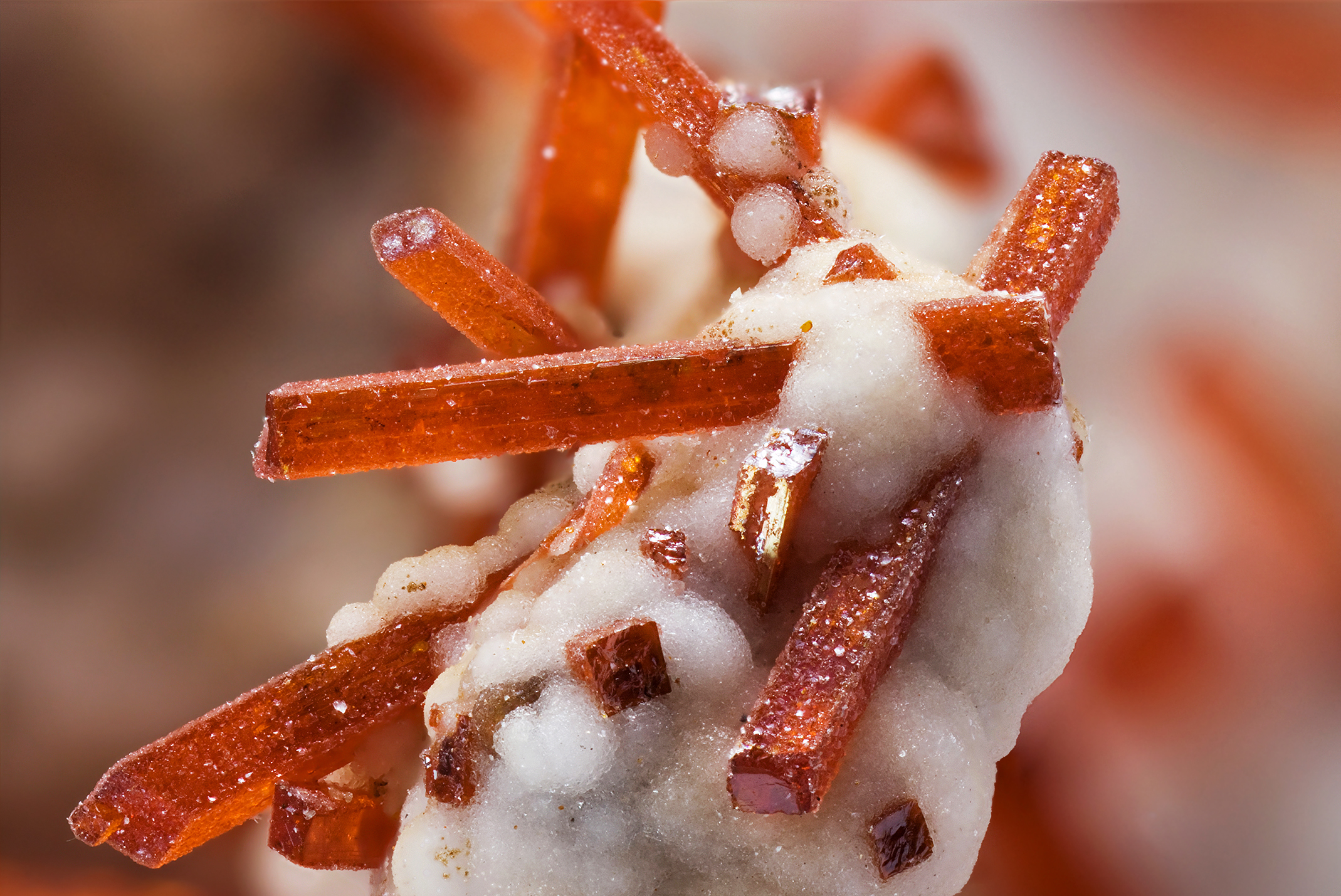
Дундазит і крокоїт

Срібло було відкрито в районі Дундас на початку 1890 року, і назва родовища Дандас була включена до назви сусіднього родовища Зіхан.
Кілька шахт поблизу Дандаса відомі як місця розташування рідкісних мінералів:
- Шахта «Аделеїт» («Adeleit Mine») Дандаса була місцем розташування особливих зразків крокоїту[8], стихтиту[9] та інших рідкісних мінералів.
- Шахта Комета була визначена як місце розташування англезиту, анкериту та церуситу.[10][11]
- Дундазит названий на честь Дундаса.[12]
- Шахта Гекла (також відома як шахта Гекла Кертін) була ідентифікована як місце розташування айкініту.[13][14]